# Пасира
Пасира (порт. Passira) — муниципалитет в Бразилии, входит в штат Пернамбуку. Составная часть мезорегиона Сельскохозяйственный район штата Пернамбуку. Входит в экономико-статистический микрорегион Медиу-Капибариби. Население составляет 27 852 человека на 2007 год. Занимает площадь 330 км². Плотность населения — 84,4 чел./км².
Праздник города — 20 декабря.

## История
Город основан 20 декабря 1963 года.

## Статистика
- Валовой внутренний продукт на 2005 год составляет 63 724 000 реалов (данные: Бразильский институт географии и статистики).
- Валовой внутренний продукт на душу населения на 2005 год составляет 2188 реалов (данные: Бразильский институт географии и статистики).
- Индекс развития человеческого потенциала на 2000 год составляет 0,625 (данные: Программа развития ООН).

## География
В соответствии с классификацией Кёппена, климат относится к категории Bs’h.